# Muzeum Kolekcji im. Jana Pawła II Fundacji Carroll-Porczyńskich w Warszawie
Muzeum Kolekcji im. Jana Pawła II Fundacji Carroll-Porczyńskich – prywatna kolekcja obrazów, zgromadzonych przez Zbigniewa Carroll-Porczyńskiego i Janinę Porczyńską. Kolekcja początkowo była eksponowana w budynku dawnej Giełdy i Banku Polskiego przy placu Bankowym nr 1 w Warszawie, obecnie miejsce jej przechowywania nie jest znane.

## Opis

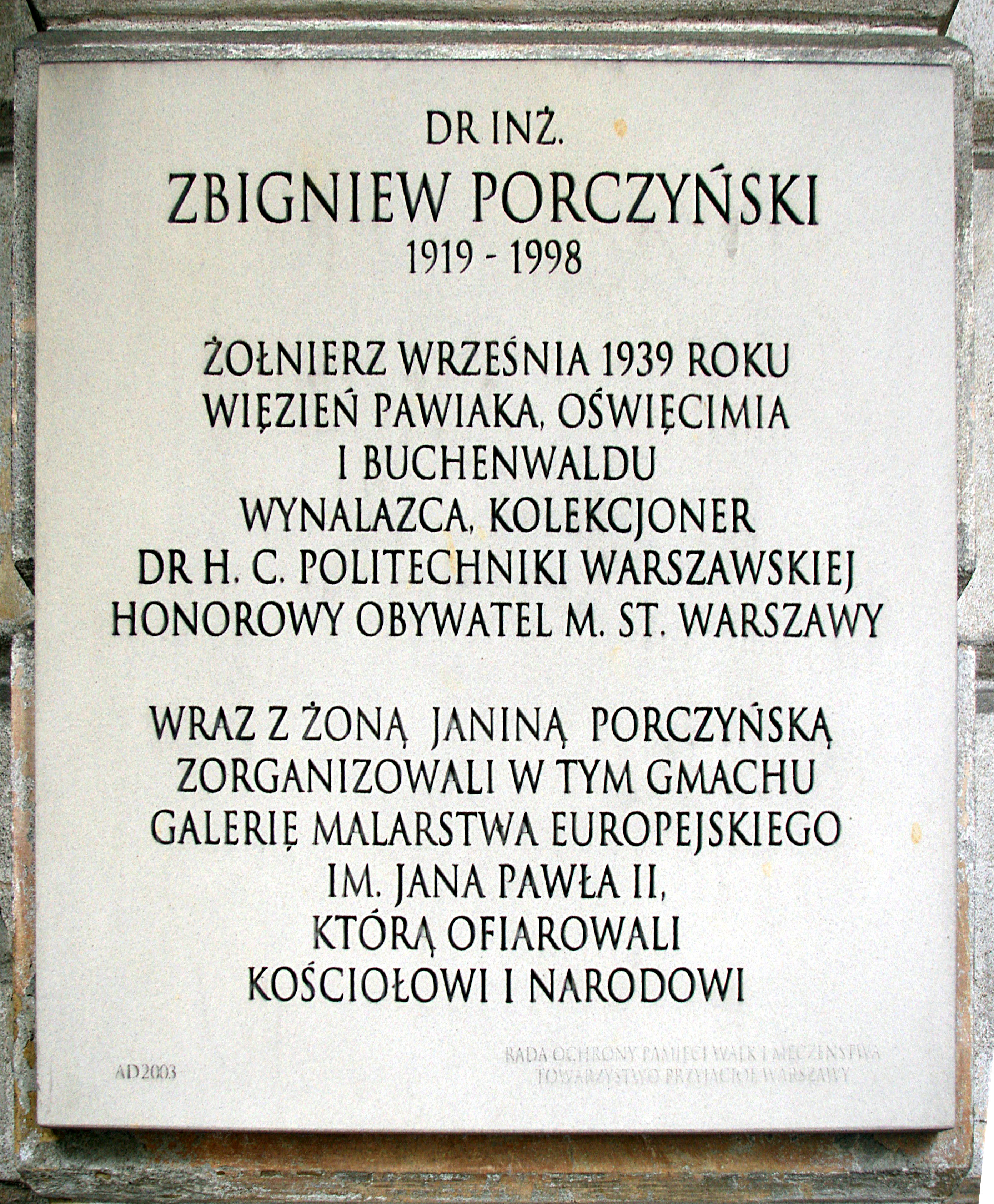
Tablica upamiętniająca ofiarodawców kolekcji na gmachu Giełdy i Banku Polskiego w Warszawie

Według Państwowego Rejestru Muzeów podmiotami tworzącymi Muzeum były (2019 r.) prywatna Fundacja „Arteks” oraz Konferencja Episkopatu Polski. Oficjalna strona internetowa nie podawała, kto jest właścicielem kolekcji (obrazów) i budynku, ani formy własności. 
Nazwa „Muzeum Kolekcji im. Jana Pawła II” jest myląca, bowiem podmioty tworzące Muzeum oraz właściciel kolekcji nie spełniają warunków formalnych określonych dla placówek muzealnych w przepisach ustawy z 21 listopada 1996 r. o muzeach: nie podają informacji o miejscu przechowywania obrazów, nie zezwalają na katalogowanie i badania naukowe zbiorów, nie wiadomo też, jakie obrazy lub inne dzieła wchodzą aktualnie w skład kolekcji.
W 2018 mecenat nad kolekcją objęła Fundacja PFR, powołana przez państwowy Polski Fundusz Rozwoju.
Od 2019 Muzeum stało się oddziałem Muzeum Jana Pawła II i Prymasa Wyszyńskiego, które przejęło „opiekę” nad kolekcją.

## Historia kolekcji
Porczyńscy gromadzili obrazy od roku 1981. W Warszawie ich zbiory zostały pokazane po raz pierwszy w Muzeum Archidiecezji Warszawskiej 5 listopada 1987. Pod koniec 1989 władze miasta przekazały na stałą siedzibę Kolekcji gmach Giełdy i Banku Polskiego przy placu Bankowym 1, zajmowany w czasach PRL przez Muzeum Ruchu Rewolucyjnego.
W skład kolekcji wchodziło kilkaset obrazów nazywanych dziełami malarstwa europejskiego, będących w rzeczywistości kopiami dzieł takich autorów jak Pablo Picasso, Vincent van Gogh, Rubens, Rembrandt, Caravaggio, Nicolas Poussin, Tycjan, Albrecht Dürer czy Paolo Veronese lub też pochodzącymi z pracowni malarzy, których nazwiskami obrazy są sygnowane. Wśród obrazów znajdowały się również falsyfikaty. Był też jeden oryginalny obraz van Gogha z cyklu Wiejskie chaty.

## Ujawnienie mistyfikacji
Po udostępnieniu publiczności tzw. Kolekcja Porczyńskich początkowo wzbudziła zachwyt ze względu na nazwiska najsławniejszych malarzy europejskich. Z upływem czasu pojawiły się wątpliwości historyków sztuki co do autentyczności tych dzieł, przede wszystkim doktora Mieczysława Morki z Instytutu Sztuki PAN, a także prof. Marii Rzepińskiej i kolekcjonera Wojciecha Fibaka.
Działania Porczyńskiego wspierali historycy sztuki, m.in. profesorowie Marian Marek Drozdowski i Marek Kwiatkowski.
Właściciel kolekcji Zygmunt Carroll-Porczyński, obawiając się demistyfikacji, nie zezwolił na specjalistyczne badania autentyczności obrazów. Takie badania nie zostały również przeprowadzone po śmierci Zbigniewa i Janiny Porczyńskich. 
Kontrowersje budził także statut prawny fundacji, która była wówczas właścicielem obrazów, jak i kwestie majątkowe, w tym m.in. przejęcie prawa własności do zabytkowego budynku, w którym były eksponowane obrazy.

## Znaczki pocztowe
Poczta Polska wydała 16 stycznia 1992 serię 6 znaczków pod tytułem „Arcydzieła z kolekcji im. Jana Pawła II”, na których widniały – jak się później okazało – reprodukcje kopii obrazów przedstawiające m.in. portrety Murilla, Rubensa i Velázqueza.

## Niektóre obrazy

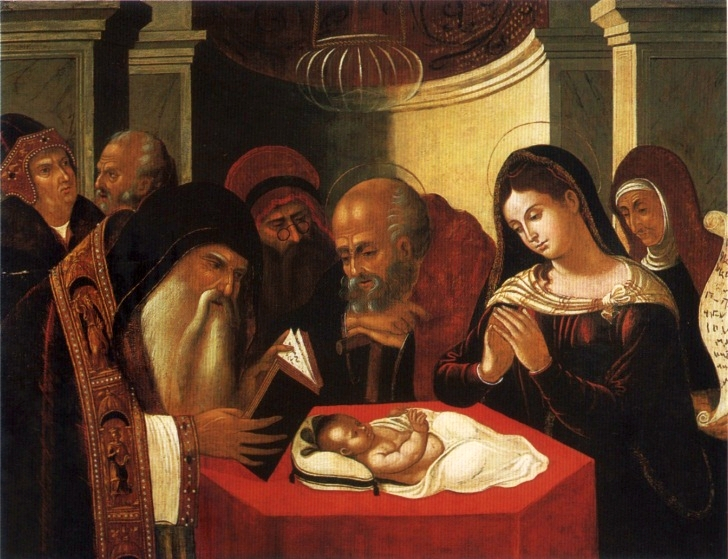
Krąg Belliniego, Ofiarowanie Jezusa w świątyni, 1493 r.
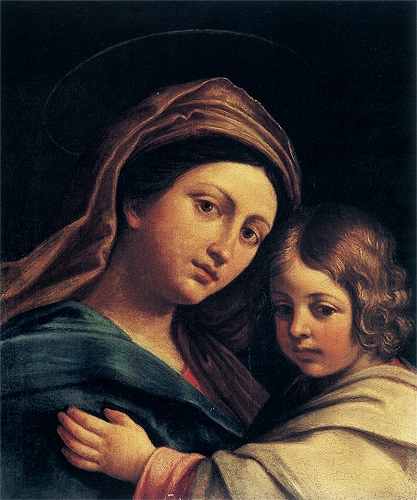
Przypisywane Carracciemu, Madonna z Dzieciątkiem, 1587 r.
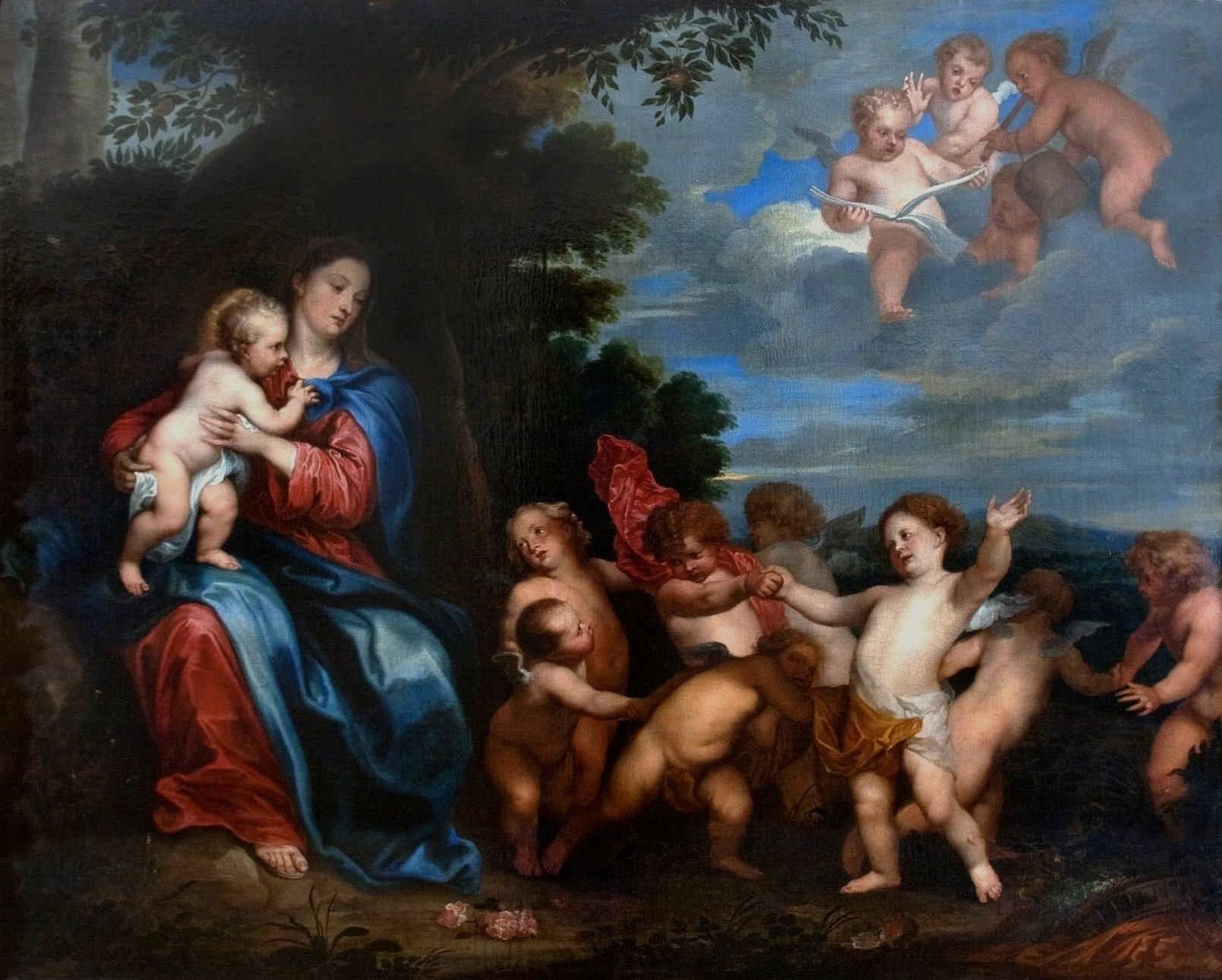
Wzorowany na Van Dycku, Odpoczynek w czasie ucieczki do Egiptu, po 1632 r.
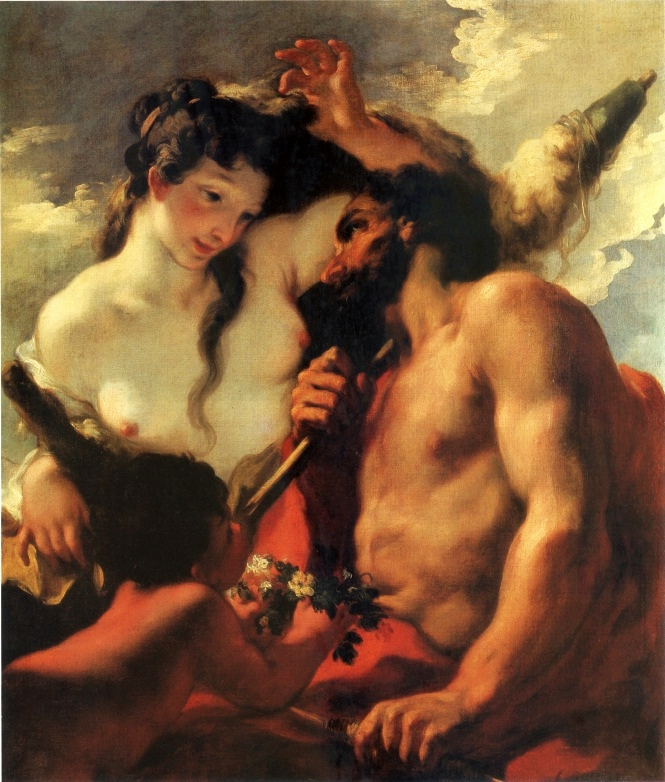
Przypisywane G.A. Pellegriniemu, Herkules i Omfale, XVIII w.[a]
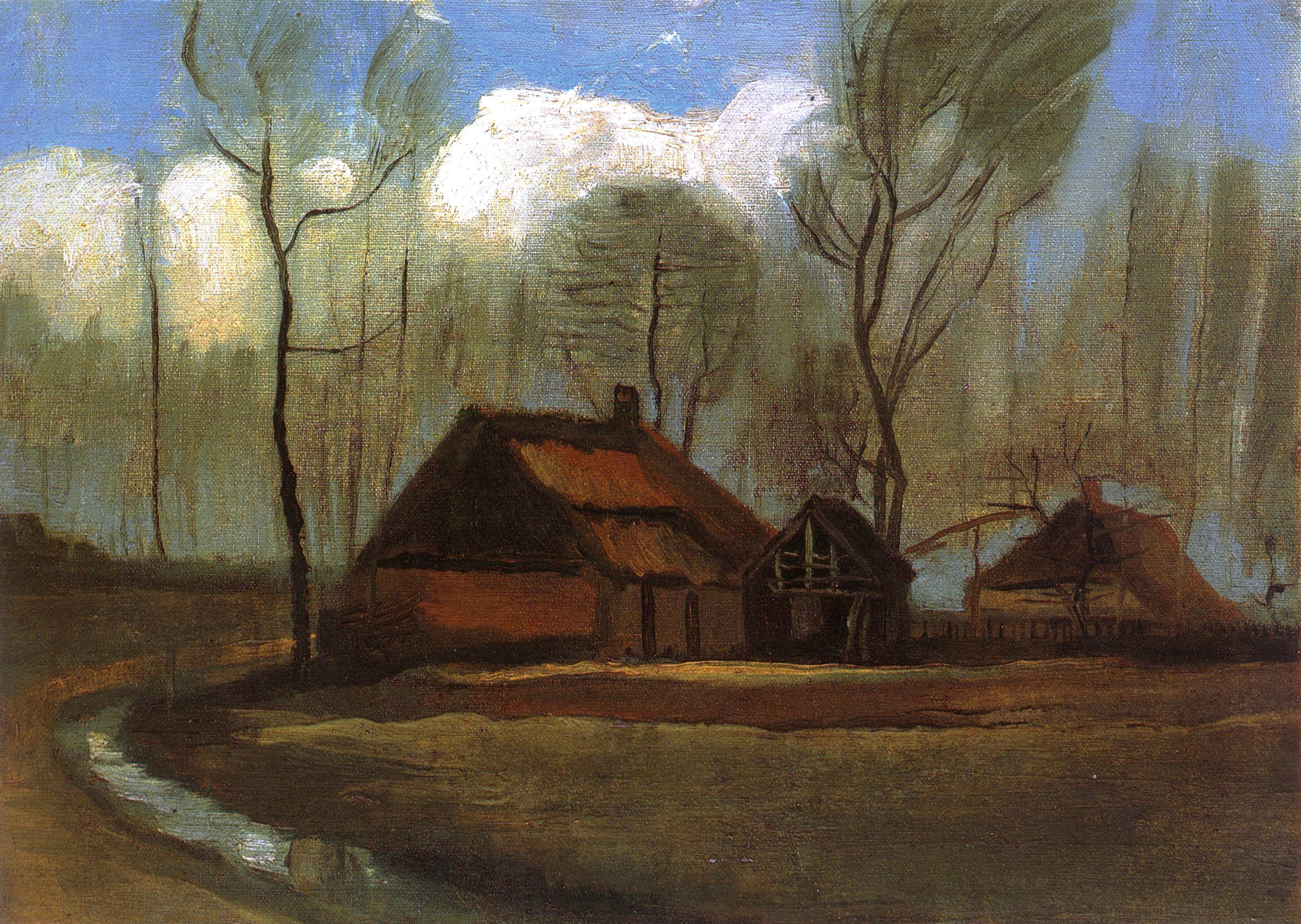
Vincent van Gogh, Wiejskie chaty, 1883 r.